# Le Fresne (Eure)
Le Fresne è un comune francese di 299 abitanti situato nel dipartimento dell'Eure nella regione della Normandia.

## Società

### Evoluzione demografica
Abitanti censiti